# 라이니켄도르프구
라이니켄도르프구(Reinickendorf)는 독일 베를린의 열두 번째 자치구이다. 베를린의 북부에 위치해 있으며 1920년 베를린 대확장 시기에 형성되었다. 하펠강의 지류인 테겔호가 있다. 대형 제과 업체인 아우구스트 슈토르크(August Storck) KG의 본사가 위치해 있다. 주요 건축물로는 테겔성, 벽돌 표현주의 양식으로 건설된 보르치히탑 및 베를린 현대 주거지구의 일부인 바이세 슈타트(Weiße Stadt)가 있다.

## 지리

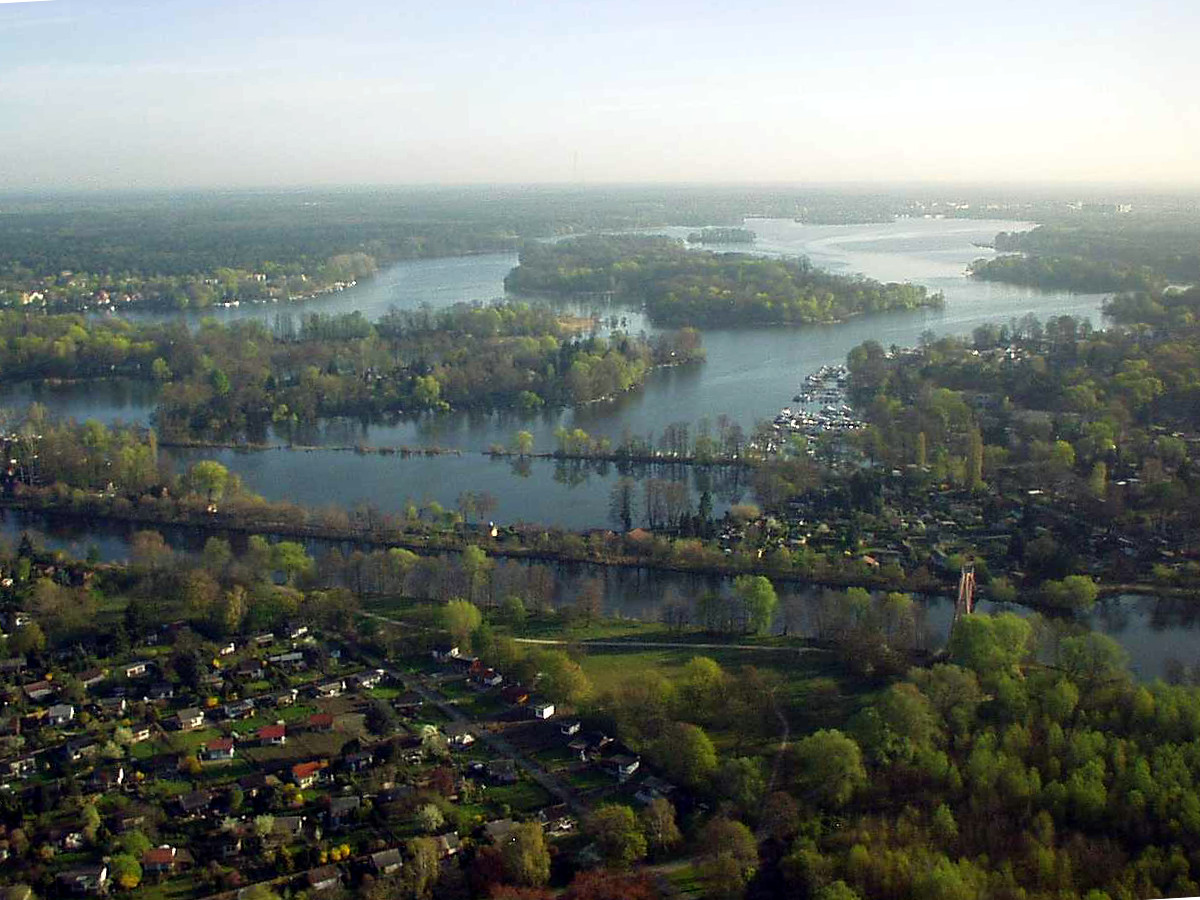
테겔호

라이니켄도르프구는 베를린 북서부에 있다. 남서쪽으로는 슈판다우구, 남쪽으로는 샤를로텐부르크빌머스도르프구, 남동쪽으로는 미테구, 동쪽으로는 팡코구와 접하고 있다. 나머지 경계선은 브란덴부르크주 오버하펠군과 접하고 있다.
숲과 수면의 비중이 높으며, 구의 남쪽은 미테구의 베딩(Wedding)과 비슷한 양식으로 개발되었다. 주요 주거 지구로는 1929년부터 1931년 사이에 건설된 바이세 슈타트, 1963년부터 1974년 사이에 건설된 3만 명 규모의 메르키셰스 피어텔(Märkische Viertel)이 있다. 구의 나머지 영역에는 단독 주택 위주의 주거지가 발달하였고, 헤름스도르프 및 프로나우는 교외지 형태로 개발되었다.
테겔숲에 있는 뚱뚱한 마리(Dicke Marie)는 수령 500–800년으로 예상되는 베를린에서 알려진 가장 오래된 나무이다. 또 다른 나무인 Burgsdorf-Lärche는 1795년 식수되었으며 2012년 기준 높이 42.5 m이다. 테겔 성 공원에 있는 훔볼트참나무(Humboldteiche)는 둘레 7.75 m로 베를린에 있는 나무 중 가장 굵은 나무이다.

### 동
총 11개 동으로 구성되어 있다.
| 동                                                                               | 면적 (km2) | 인구 2019년 12월 31일 | 인구 밀도 (명/km2) | 지도 |
| -------------------------------------------------------------------------------- | ---------- | --------------------- | ------------------ | ---- |
| 1201 라이니켄도르프(Reinickendorf)                                               | 10.5       | 83,909                | 7,991              |      |

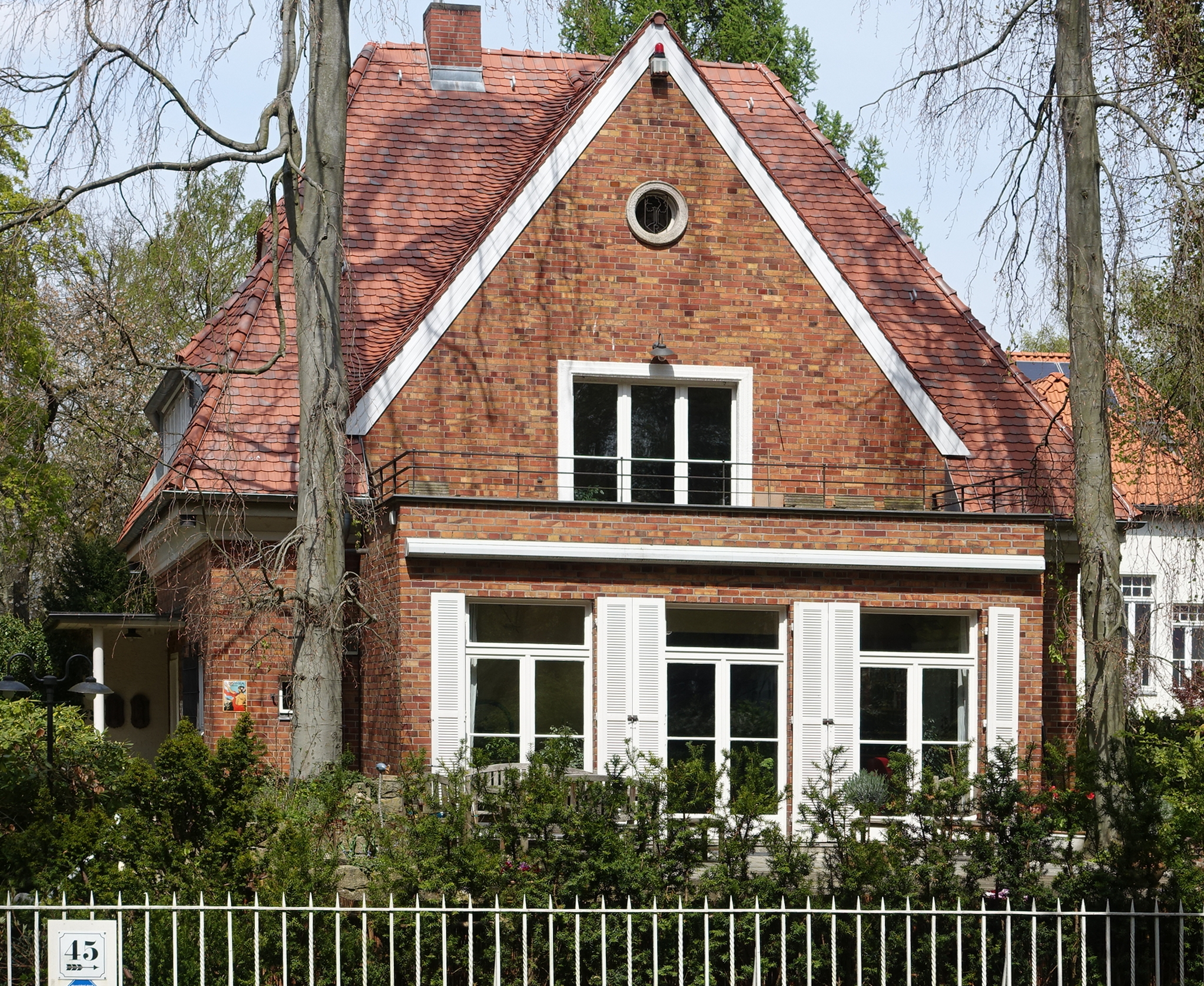
프로나우의 단독주택

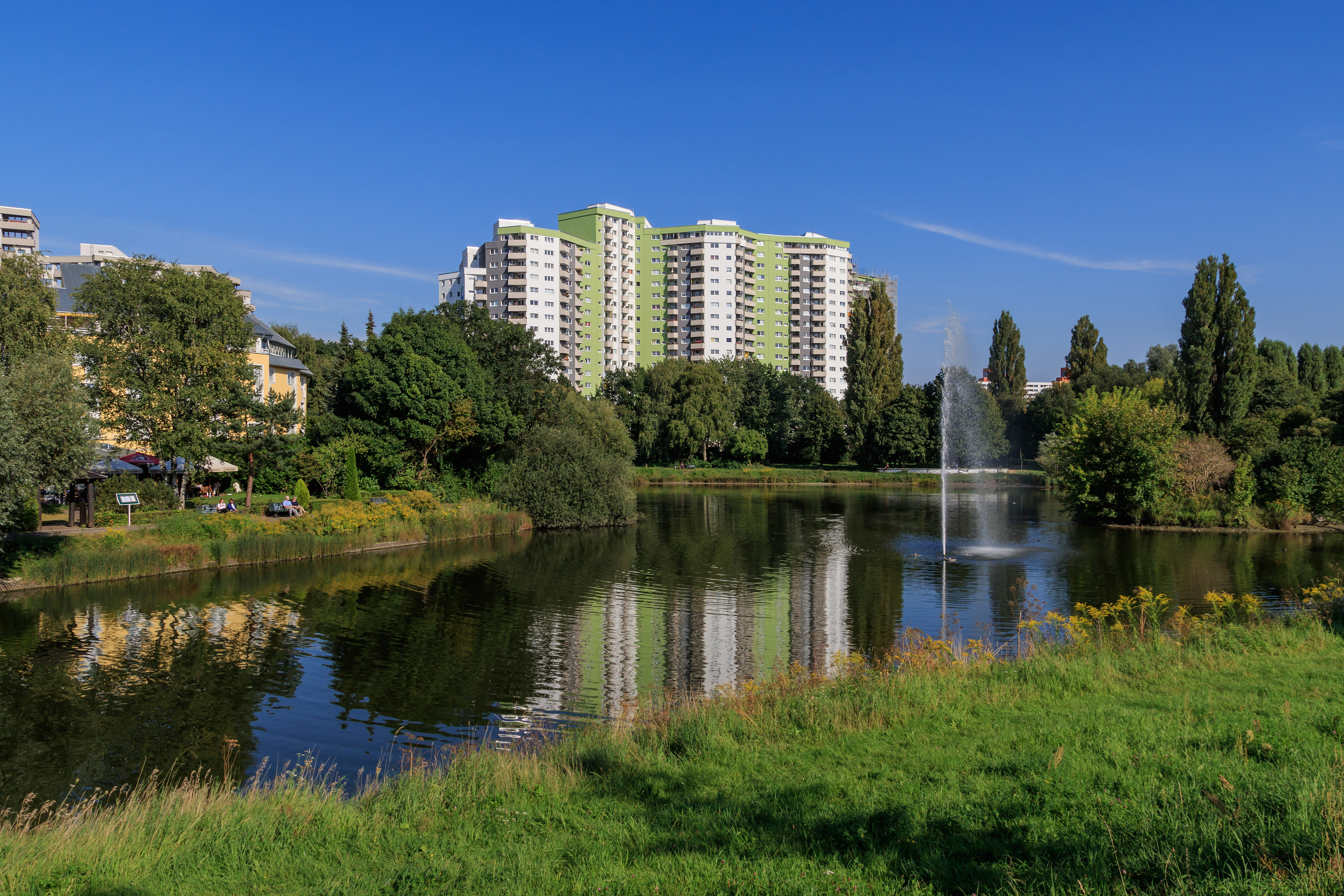
메르키셰스 피어텔의 대규모 주거지구

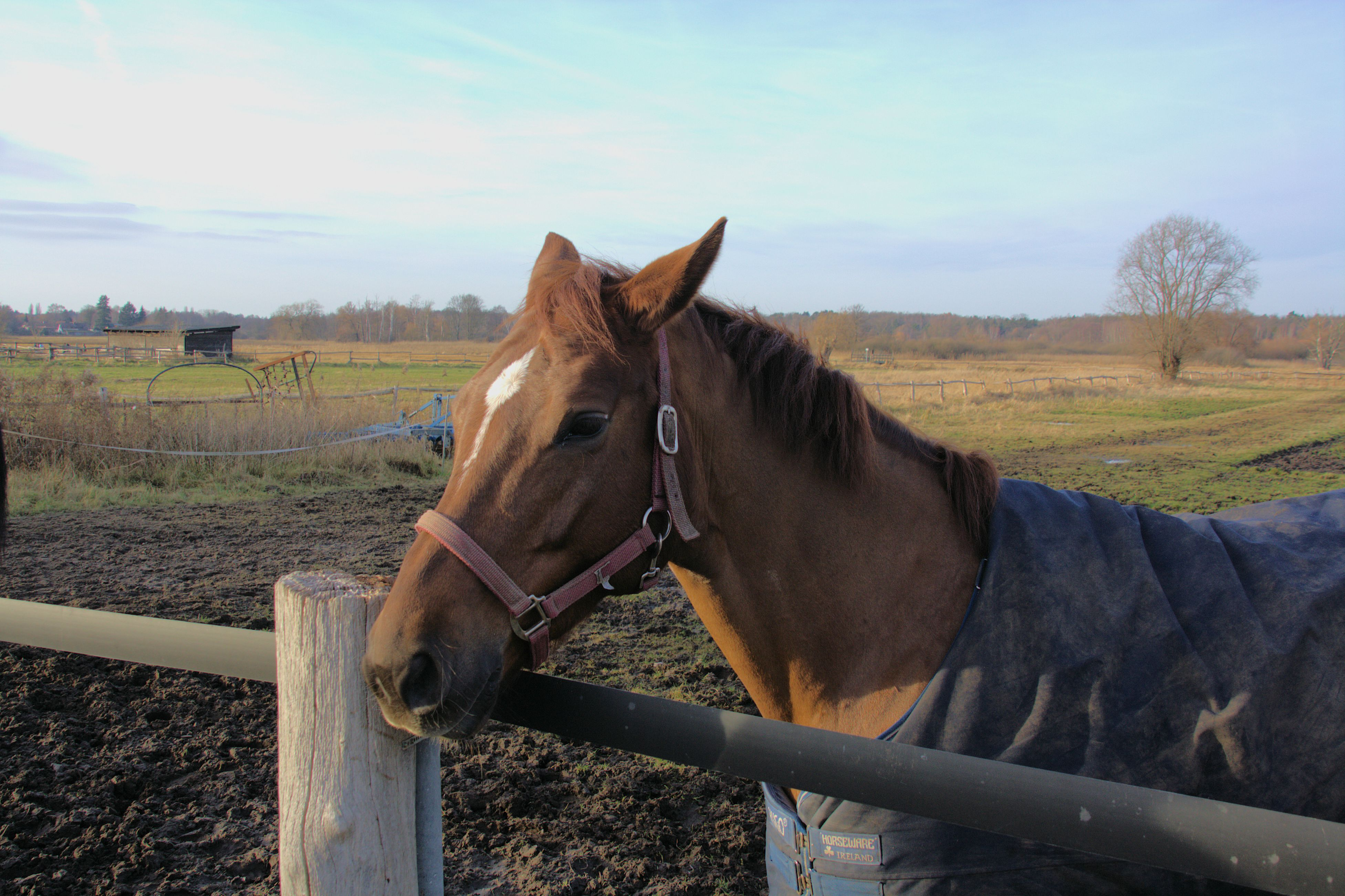
뤼바르스의 목장

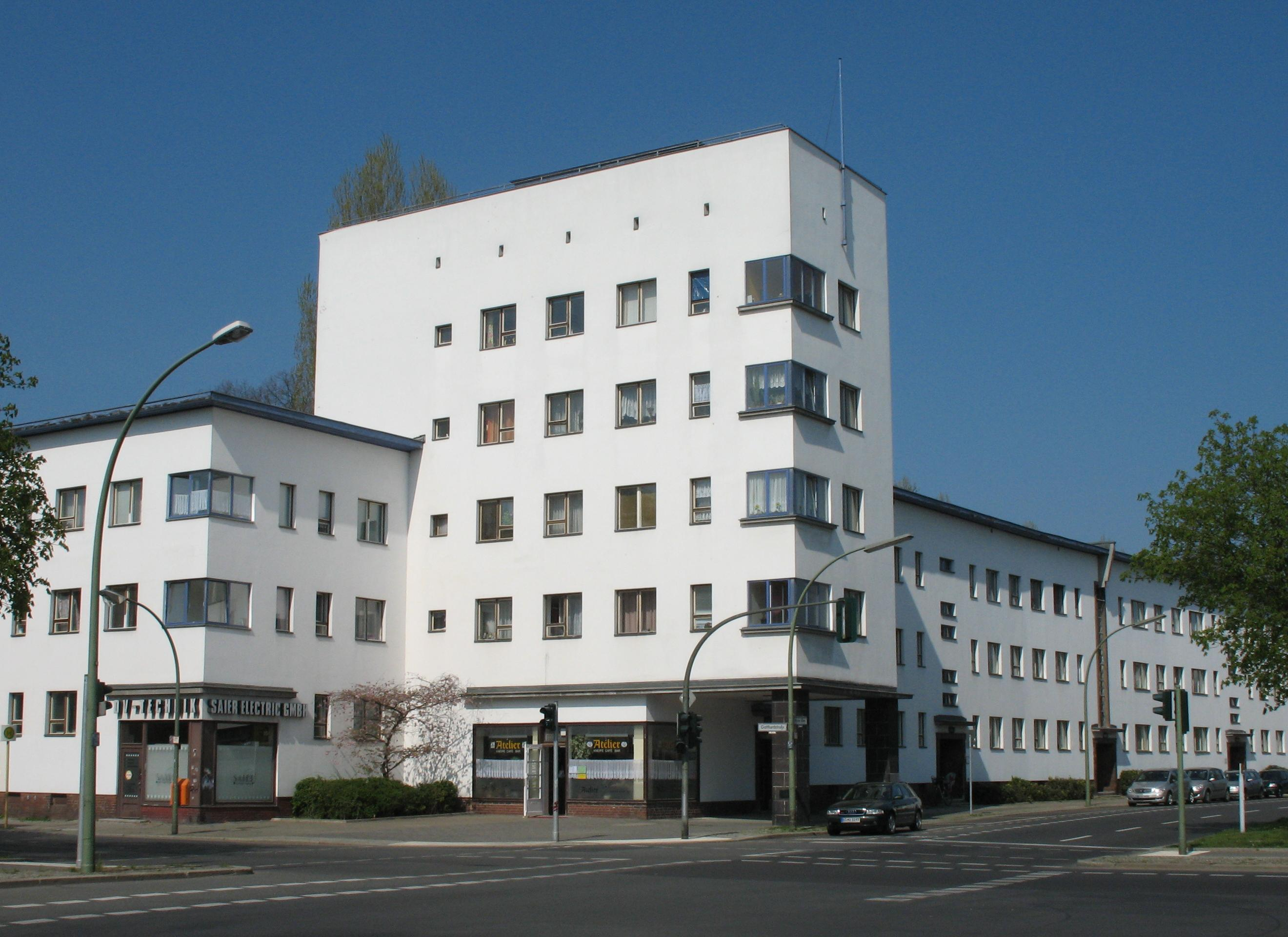
라이니켄도르프의 바이세 슈타트(세계유산)

| 1202 테겔(Tegel) - 시테 기느메르(Cité Guynemer) - 시테 파스퇴르(Cité Pasteur)    | 33.7       | 36,986                | 1,098              |      |
| 1203 콘라트스회에(Konradshöhe) - 테겔오르트(Tegelort) - 이외르스펠데(Jörsfelde)  | 2.2        | 6,004                 | 2,729              |      |
| 1204 하일리겐제(Heiligensee) - 슐첸도르프(Schulzendorf) - 잔트하우젠(Sandhausen) | 10.7       | 18,100                | 1,692              |      |
| 1205 프로나우(Frohnau)                                                           | 7.8        | 16,814                | 2,156              |      |
| 1206 헤름스도르프(Hermsdorf)                                                     | 6.1        | 16,607                | 2,722              |      |
| 1207 바이트만스루스트(Waidmannslust) - 슈바르츠발트지들룽(Schwarzwald-Siedlung)  | 2.3        | 10,973                | 4,771              |      |
| 1208 뤼바르스(Lübars)                                                            | 5.0        | 5,203                 | 1,041              |      |
| 1209 비테나우(Wittenau) - 시테 포흐(Cité Foch)                                   | 5.9        | 24,656                | 4,179              |      |
| 1210 메르키셰스 피어텔(Märkisches Viertel)                                       | 3.2        | 40,379                | 12,618             |      |
| 1211 보르치히발데(Borsigwalde)                                                   | 2.0        | 6,777                 | 3,389              |      |

## 역사
베를린 대확장 시기인 1920년에 라이니켄도르프(Reinickendorf)군(Landgemeinde), 비테나우군(Wittenau), 테겔군(Tegel), 하일리겐제군(Heiligensee), 헤름스도르프 바이 베를린군(Hermsdorf bei Berlin), 뤼바르스군(Lübars) 및 로젠탈(Rosenthal)군의 서부 지역 및 프로나우(Frohnau)군(Gutsbezirk), 테겔성(Tegel-Schloss), 융페른하이데 북부(Jungfernheide-Nord), 테겔 숲 북부(Tegel-Forst-Nord)를 묶어서 라이니켄도르프구가 형성되었다.
독일 분단기에는 서베를린의 프랑스령 지구에 속했다.

## 인구
2019년 12월 31일 기준 인구는 266,408명이며 트레프토쾨페니크구, 슈판다우구에 이어서 세 번째로 인구가 적다. 전체 면적 89.5 제곱킬로미터 중 테겔호와 테겔숲 등 수면과 숲의 비중이 높고 외곽 지역은 저밀도로 개발되었기 때문에 인구 밀도는 제곱킬로미터당 2,977명으로 베를린에서 세 번째로 낮다.
2016년 12월 31일 기준 외국인 비율은 16.2%, 외국계 독일인을 포함하면 30.6%이다. 2019년 11월 기준 실업률은 8.6%이다. 2016년 12월 31일 기준 평균 연령은 44.7세이다.
| 연도 | 인구    |
| ---- | ------- |
| 1925 | 105,467 |
| 1933 | 164,319 |
| 1939 | 200,531 |
| 1946 | 192,201 |
| 1950 | 205,930 |
| 1961 | 215,892 |
| 1970 | 238,736 |
| 1987 | 238,671 |

| 연도 | 인구    |
| ---- | ------- |
| 2001 | 246,507 |
| 2002 | 246,793 |
| 2003 | 246,577 |
| 2004 | 246,498 |
| 2005 | 245,122 |
| 2006 | 243,276 |
| 2007 | 242,150 |
| 2008 | 241,432 |
| 2009 | 241,203 |
| 2010 | 242,084 |

| 연도 | 인구    |
| ---- | ------- |
| 2011 | 244,727 |
| 2012 | 247,887 |
| 2013 | 251,325 |
| 2014 | 254,000 |
| 2015 | 256,617 |
| 2016 | 261,919 |
| 2017 | 263,597 |
| 2018 | 264,826 |
| 2019 | 266,408 |

2001년 이후 인구 구성은 베를린 브란덴부르크 통계청의 인구 자료를 사용한다.

## 경제

### 기업

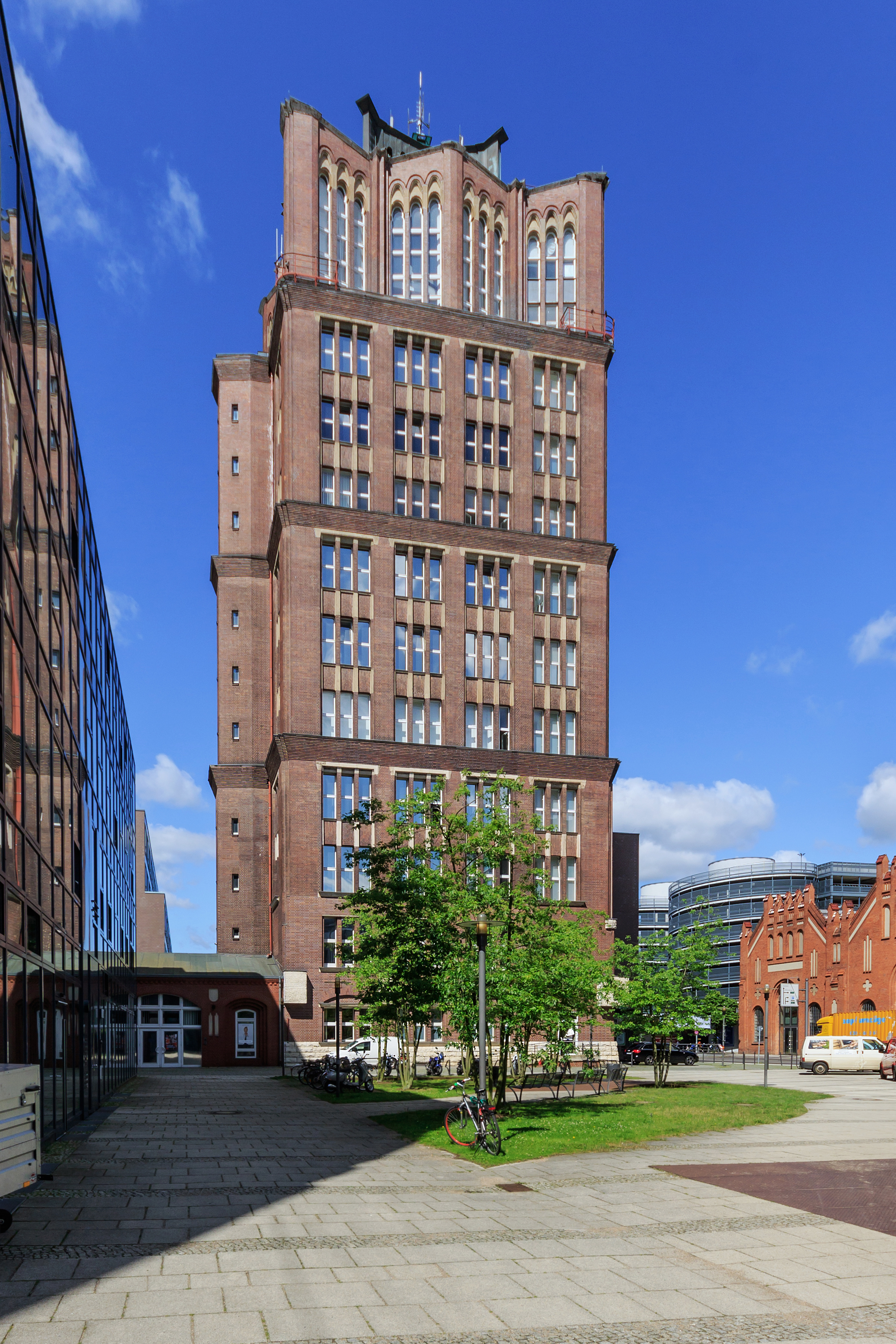
테겔에 있는 보르치히탑

2013년 기준 9,168개 기업이 등록되어 있다. 구 내의 대규모 기업은 다음과 같다.
- 아우구스트 슈토르크(August Storck): 제과
- Vivantes Netzwerk für Gesundheit GmbH: 시립 병원 그룹
- 베를린 조폐국(Staatliche Münze Berlin)
- 보르치히: 기계 및 시설 제조
- Meisterbäckerei Steinecke: 제빵 공장
- 오티스 엘리베이터 독일 지사

## 교통

### 도로
아우토반 111호선과 독일 연방국도 96호선이 구를 통과한다.

### 철도
U반 U6 및 U8과 베를린 S반 S1, S25, S26, S85 노선이 통과한다.

### 항공
베를린 테겔 공항이 폐항 전까지 이 구의 테겔동에 있었다.

## 정치

### 구청

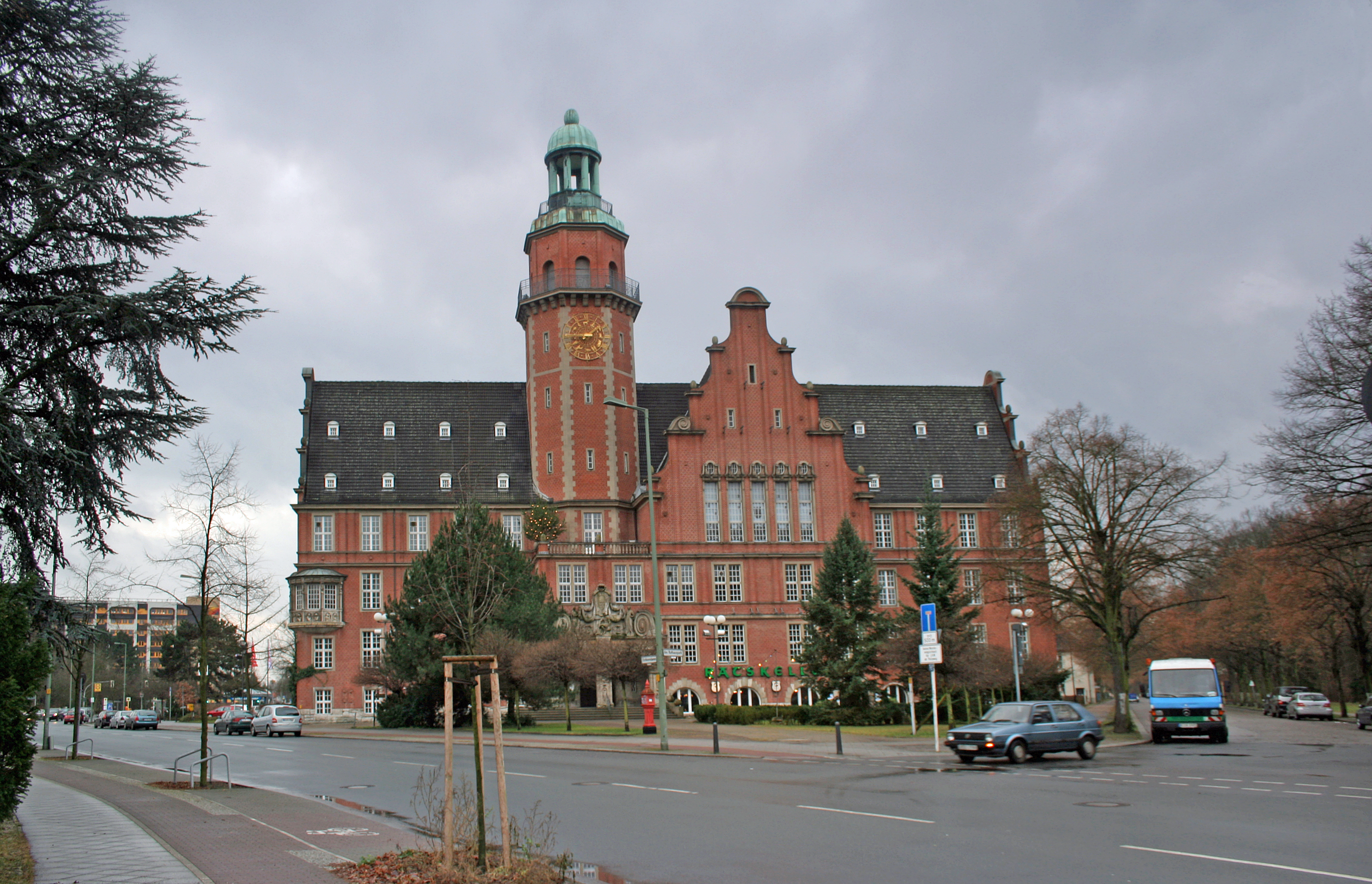
라이니켄도르프구청

2016년 선거 결과 선출된 구 최고위원(Stadtrat)은 다음과 같다.
| 구 최고위원                                  | 정당             | 직무                       |
| -------------------------------------------- | ---------------- | -------------------------- |
| 프랑크 발처(Frank Balzer), 구청장            | CDU              | 재무, 인사, 개발, 환경     |
| 우베 브로크하우젠(Uwe Brockhausen), 부구청장 | SPD              | 경제, 보건, 사회 통합      |
| 카트린 슐체베른트(Katrin Schultze-Berndt)    | CDU              | 건설, 교육, 문화           |
| 토비아스 돌라세(Tobias Dollase)              | 무소속(CDU 계열) | 청소년, 가족, 학교, 스포츠 |
| 제바스티안 마크(Sebastian Maack)             | AfD              | 대민 업무, 질서 유지       |

### 구의회 선거
최초의 구의회 선거에서는 SPD가 절대적 다수당을 차지했다. 1948년 선거에서는 67.9%의 득표율을 얻었고 이 득표율은 라이니켄도르프구에서 한 정당이 얻은 최대 득표율이었다. 1981년까지 SPD는 다수당의 자리를 유지했고, 1985년과 1999년에는 절대적 다수를 차지했다. 1989년에 데틀레프 젬브리츠키(Detlef Dzembritzki)가 6년 임기 구청장으로 취임했다. 1995년 선거에서는 CDU의 마를리스 반유라(Marlies Wanjura)가 라이니켄도르프구의 첫 여성 구청장으로 선출되었다. 1999년 CDU는 56.5%의 득표율을 차지했다. 2009년 후임 구청장으로 프랑크 발처(Frank Balzer)가 취임했다.
2011년 CDU와 녹색당은 공동 후보군(Zählgemeinschaft)을 입후보했다. 2016년부터는 CDU와 SPD가 공동 후보군을 입후보했다.
2016년 9월 18일 선거로 인한 구의회 의석 분배는 다음과 같다.
| 정당      | 의석 수 |
| --------- | ------- |
| CDU       | 21      |
| SPD       | 13      |
| AfD       | 08      |
| Grüne     | 06      |
| FDP       | 04      |
| Linke     | 03      |
| Insgesamt | 55      |

### 독일 연방의회 선거
2013년 독일 연방의회 선거에서 라이니켄도르프구의 선거 결과는 독일 평균과 가장 가깝게 나타났다. CDU, SPD, 좌파당, 녹색당, FDP, AfD의 선거 결과는 독일 전체 선거 결과와 0.8%p 차이났으며 전체 선거구 중 평균에 가장 근접했다.

### 자매결연 도시
- 프랑스 앙토니, 1966년
- 영국 런던 그리니치 왕립구, 1966년
- 이스라엘 키르야트 아타(Kiryat Ata), 1976년
- 독일 바트슈테벤, 1988년
- 독일 포겔베르크군, 1964년
- 독일 라우터바흐(헤센), 1966년
- 독일 멜레, 1988년
- 독일 블롬베르크, 1990년

## 문화
라이니켄도르프 거주자 1000명당 개 41마리가 등록되어 있으며, 베를린에서 개 소유자의 비율이 가장 높은 구이다. 인기있는 개 품종은 래브라도 및 골든 리트리버이다.

### 건축물
- 테겔성

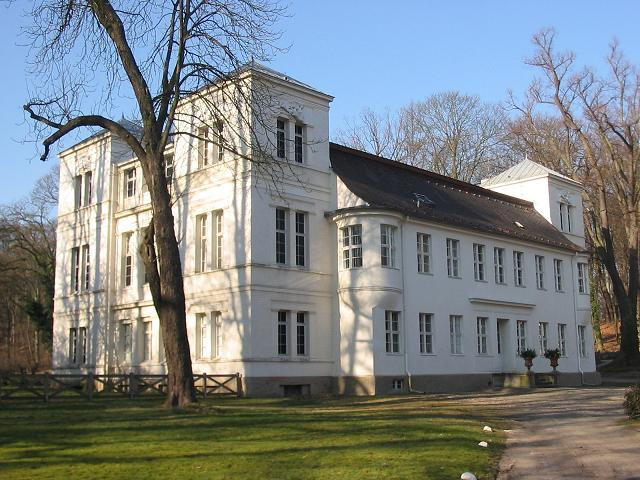
테겔성

- 프로나우의 상좌부 불교 사찰(Das Buddhistische Haus)
- 그로스코프 농장
- 바이세 슈타트, 베를린 현대 주거지구의 일부이자 2008년 세계유산으로 지정됨
- 라이니켄도르프 박물관

## 참조
1. ↑  Die Dicke Marie im Tegeler Forst, Senatsverwaltung, abgerufen am 17. Januar 2020.
2. ↑  Die dicksten, höchsten und ältesten Bäume in Berlin, Monumentale Bäume, abgerufen am 24. Januar 2020.
3. ↑  틀:Metadaten Einwohnerzahl DE-BE
4. ↑  틀:Metadaten Einwohnerzahl DE-BE
5. 1 2  Statistischer Bericht – Einwohnerinnen und Einwohner im Land Berlin am 31. Dezember 2016. (PDF; 3.1 MB). Amt für Statistik Berlin-Brandenburg.
6. ↑  Melderechtlich registrierte Einwohner am Ort der Hauptwohnung nach Bezirken 1991 bis 2019
7. ↑  “Mitglieder des Bezirksamtes Reinickendorf von Berlin” (독일어). 2017년 1월 23일. 2017년 2월 15일에 확인함.
8. ↑  Wahl 2016 Berlin - Reinickendorf,, rbb, 2020년 1월 11일 확인.
9. ↑  Wahlen zur Bezirksverordnetenversammlung 2016
10. ↑  “Deutschlands ungewöhnlichste Wahlkreise” (독일어). 2018년 2월 15일에 확인함.
11. ↑  Anzahl der Hundehalter und Hunde im Bundesland Berlin nach Bezirken im Jahre 2018, Statista, 2020년 1월 17일 확인.

- Michael Zaremba: Reinickendorf im Wandel der Geschichte. Bezirks-Chronik. Bebra, Berlin 1999, ISBN 3-930863-63-4.
- Ralf Schmiedecke: Berlin-Reinickendorf. Sutton 2003, ISBN 978-3-89702-587-5 (Reihe Archivbilder).
- Gerd Koischwitz; Wilhelm Möller oHG (Hrsg.): Sechs Dörfer in Sumpf und Sand – Geschichte des Bezirkes Reinickendorf von Berlin. Der Nord-Berliner, Berlin 1983.